# Vorges
Vorges település Franciaországban, Aisne megyében. Lakosainak száma 383 fő (2022. január 1.). Vorges Bruyères-et-Montbérault, Laon és Presles-et-Thierny községekkel határos.

## Népesség
A település népessége az elmúlt években az alábbi módon változott:
| Lakosok száma | 355  | 353  | 388  | 378  | 378  | 372  | 370  | 375  | 374  | 383  |
|               | 1968 | 1982 | 1990 | 2006 | 2013 | 2015 | 2017 | 2019 | 2020 | 2022 |